# Nicolas Meloche
Nicolas Meloche, född 18 juli 1997, är en kanadensisk professionell ishockeyback som spelar för San Jose Sharks i National Hockey League (NHL). Han har tidigare spelat för San Antonio Rampage, Colorado Eagles och San Jose Barracuda i American Hockey League (AHL); Colorado Eagles i ECHL samt Drakkar de Baie-Comeau, Olympiques de Gatineau och Charlottetown Islanders i Ligue de hockey junior majeur du Québec (LHJMQ).
Meloche draftades av Colorado Avalanche i andra rundan i 2015 års draft som 40:e spelare totalt.

## Statistik
| 2011–2012    | Aigles de Trois-Lacs      |              | 28  | 4  | 2  | 6   | 10  | —  | — | —  | —  | —  |
|              | École de l'Odyssée        |              | 26  | 4  | 3  | 7   | 0   | 5  | 1 | 3  |    |    |
| 2012–2013    | Vikings de Saint-Eustache | LHMAAAQ      | 38  | 9  | 17 | 26  | 58  | 1  | 0 | 1  | 1  | 0  |
| 2013–2014    | Drakkar de Baie-Comeau    | LHJMQ        | 54  | 6  | 19 | 25  | 47  | 22 | 0 | 8  | 8  | 8  |
| 2014–2015    | Drakkar de Baie-Comeau    | LHJMQ        | 44  | 10 | 24 | 34  | 99  | 12 | 4 | 6  | 10 | 22 |
| 2015–2016    | Drakkar de Baie-Comeau    | LHJMQ        | 25  | 8  | 8  | 16  | 54  | —  | — | —  | —  | —  |
|              | Olympiques de Gatineau    | LHJMQ        | 28  | 5  | 12 | 17  | 38  | 9  | 1 | 2  | 3  | 10 |
| 2016–2017    | Olympiques de Gatineau    | LHJMQ        | 26  | 7  | 14 | 21  | 38  | —  | — | —  | —  | —  |
|              | Charlottetown Islanders   | LHJMQ        | 35  | 9  | 17 | 26  | 35  | 13 | 3 | 4  | 7  | 30 |
| 2017–2018    | San Antonio Rampage       | AHL          | 58  | 5  | 12 | 59  | —   | —  | — | —  | —  |    |
|              | Colorado Eagles           | ECHL         | 5   | 1  | 0  | 1   | 0   | 24 | 1 | 5  | 6  | 41 |
| 2018–2019    | Colorado Eagles           | AHL          | 55  | 6  | 15 | 21  | 53  | 4  | 0 | 2  | 2  | 0  |
| 2019–2020    | San Jose Barracuda        | AHL          | 41  | 0  | 7  | 7   | 34  | —  | — | —  | —  | —  |
| 2020–2021    | San Jose Sharks           | NHL          | 1   | 0  | 0  | 0   | 0   | —  | — | —  | —  | —  |
| NHL totalt   | NHL totalt                | NHL totalt   | 1   | 0  | 0  | 0   | 0   | —  | — | —  | —  | —  |
| AHL totalt   | AHL totalt                | AHL totalt   | 154 | 11 | 34 | 45  | 146 | 4  | 0 | 2  | 2  | 0  |
| LHJMQ totalt | LHJMQ totalt              | LHJMQ totalt | 212 | 45 | 94 | 139 | 311 | 56 | 8 | 20 | 28 | 70 |

### Internationellt
| Källa: Uppdaterad: 2021-01-15 | Källa: Uppdaterad: 2021-01-15 | Källa: Uppdaterad: 2021-01-15 |         | Utv = Utvisningsminuter | Utv = Utvisningsminuter | Utv = Utvisningsminuter | Utv = Utvisningsminuter | Utv = Utvisningsminuter |
| År                            | Lag                           | Mästerskap                    | Matcher | Mål                     | Assists                 | Poäng                   | Utv                     |                         |
| ----------------------------- | ----------------------------- | ----------------------------- | ------- | ----------------------- | ----------------------- | ----------------------- | ----------------------- | ----------------------- |
| 2014                          | Kanada                        | Ivan Hlinka                   | 5       | 0                       | 1                       | 1                       | 6                       |                         |
| Junior totalt                 | Junior totalt                 | Junior totalt                 | 5       | 0                       | 1                       | 1                       | 6                       |                         |